# Miles Stapleton, 8. Baron Beaumont

Wappen des Miles Stapleton, 8. Baron Beaumont

Miles Thomas Stapleton, 8. Baron Beaumont (* 4. Juni 1805 in Richmond, Yorkshire; † 16. August 1854 in London) war ein britischer Peer und Politiker.

## Leben
Miles Stapleton war der älteste Sohn des Thomas Stapleton (1778–1839), Gutsherr von Carlton Towers bei Carlton und The Grove bei Richmond, beide in Yorkshire, aus dessen erster Ehe mit Mary Juliana Gerard († 1827), Tochter des Sir Robert Cansfield Gerard, 9. Baronet († 1784). Er erbte 1839 die Ländereien seines Vaters.
Da sein Vater in weiblicher Linie ein Nachkomme der einzigen Tochter des John Beaumont, 1. Viscount Beaumont (1409–1460) war, war Miles Stapleton ein Mitanwärter auf dessen sei 1507 in Abeyance befindlichen englische Adelstitel des Baron Beaumont. Er erwirkte, dass ihm am 16. Juli 1840 der Titel als 8. Baron zugesprochen wurde. Er wurde dadurch Mitglied des britischen House of Lords. Im Parlament gehörte er der Partei der Whigs an und engagierte sich insbesondere zu außenpolitischen Themen.
Am 9. September 1844 heiratete er in der Kirche St George’s, Hanover Square, in London Hon. Isabella Ann Browne, Tochter des John Browne, 3. Baron Kilmaine. Mit ihr hatte er drei Kinder:
- Henry Stapleton, 9. Baron Beaumont (1848–1892);
- Miles Stapleton, 10. Baron Beaumont (1850–1895);
- Hon. Agnes Stapleton († 1863).

Er starb 1854 in seinem Haus in der Bruton Street in Mayfair, London, und wurde in der Pfarrkirche von Carlton in Yorkshire bestattet. Als Todesursache werden eine Darmentzündung oder Cholera angegeben.